# Khalid Ali Mursa
Khalid Ali Mursal (Mogadiscio, 8 de febrero de 1991) es un futbolista somalí. Juega de arquero y hasta el 2008 jugaba en el Banaadir Telecom FC de la Primera División de Somalia. Se desconoce en qué equipo juega actualmente.

## Trayectoria
Khalid Ali Mursal empezó su carrera en las canteras del club Banaadir Telecom FC y debutó con el equipo en la temporada 2006. Fue uno de los artífices para que su equipo lograra el campeonato local en ese año, lo cual le valió la convocatoria a la selección mayor al año siguiente.

## Selección nacional
Para el proceso clasificatorio al Mundial Sudáfrica 2010, fue convocado pero fue portero suplente, partido que Somalia jugó contra Yibuti.
Pero su primer partido como titular en la selección mayor fue el 3 de enero del 2009 contra Tanzania, con triunfo somalí por 1-0. Khalid fue la gran figura en dicho partido.
Ha tapado para su selección también en las ediciones de la Copa CECAFA de los años 2008, 2009, 2010 y 2011. 

## Clubes
| Club                | País    | Año         |
| ------------------- | ------- | ----------- |
| Banaadir Telecom FC | Somalia | 2006 - 2008 |

## Palmarés

### Campeonatos nacionales
| Título                      | Club                | País    | Año  |
| --------------------------- | ------------------- | ------- | ---- |
| Primera División de Somalia | Banaadir Telecom FC | Somalia | 2006 |

### Distinciones individuales
| Distinción               | Año  |
| ------------------------ | ---- |
| Mejor arquero de Somalia | 2006 |